# Duda Batsow
Maria Eduarda Carvalho Batsow Lagden (Rio de Janeiro, 10 de junho de 2004), conhecida como Duda Batsow, é uma atriz brasileira. Teve sua estreia na televisão interpretando Camila na série E Aí... Comeu?, no Multishow.

## Carreira
Em 2014, começou o curso de teatro na Casa das Artes de Laranjeiras com a professora Andrea Bacellar. Em 2016, passou no seu primeiro teste e interpretou Camila na série E Aí... Comeu?, de Marcelo Rubens Paiva. Na série, teve a oportunidade de contracenar com Bruno Mazzeo, além de Marcos Palmeira, Emanuelle Araújo, entre outros.
Em 2019, passou a interpretar a adolescente Carol na novela Amor de Mãe, da TV Globo, escrita por Manuela Dias e dirigida por José Luiz Villamarim. Em 2022, vive a pobre Jéssica em Todas as Flores, novela para o serviço de streaming Globoplay escrita por João Emanuel Carneiro e dirigida por André Câmara e Carlos Araújo. Ela foi irmã de Diego, personagem de Nicolas Prattes, e filha de Dequinha, vivida por Kelzy Ecard. 
Em 2024 atua em uma novela de Carneiro e foi confirmada em Mania de Você, sendo esse seu segundo papel na TV aberta.

## Filmografia

### Televisão
| Ano  | Trabalho        | Papel                   | Emissora     |
| ---- | --------------- | ----------------------- | ------------ |
| 2016 | E Aí... Comeu?  | Camila                  | Multishow    |
| 2019 | Amor de Mãe     | Carolina Amorim (Carol) | TV Globo     |
| 2022 | Todas as Flores | Jéssica da Silva        | Globoplay    |
| 2024 | No Ano que Vem  | Vitória                 | Canal Brasil |
| 2024 | Mania de Você   | Bruna Medeiros          | TV Globo     |